# Коломийчук Василь Степанович
Васи́ль Степа́нович Коломийчу́к (нар. 1 січня 1951, Городниця, Городенківського району, Івано-Франківської області — 11 грудня 2020, Тернопіль) — український господарник, громадський діяч, академік Академії економічних наук та Академії економічної кібернетики. Доктор економічних наук (2000), академік Академії економічних наук (1998), академік Академії економічної кібернетики (1999), Заслужений економіст України, голова Тернопільської обласної державної адміністрації у 1999—2002 рр.

## Освіта та наукова діяльність
У 1970 році закінчив Копичинський технікум бухгалтерського обліку за спеціальністю агроном-плодоовочівник, у 1979 — Кам'янець-Подільський сільськогосподарський інститут (нині — Подільський державний університет) (спеціальність «Агрономія», вчений агроном), у 1999 р. — Тернопільську академію народного господарства (тепер Західноукраїнський національний університет) (спеціальність «Фінанси і кредит», економіст).
У 1995 році захистив кандидатську дисертацію на тему «Розвиток комплексу „Виробництво-споживання“ приміського району в умовах ринкових відносин», у 2000 р. — докторську дисертацію на тему «Соціально-економічні механізми управління адміністративним районом у системі регіонального розвитку». Спеціальність: Розміщення продуктивних сил і регіональна економіка.

## Трудова і службова діяльність
Працював агрономом, старшим агрономом, головою колгоспу, начальником районного управління сільського господарства, головою РАПО, представником Президента України в Тернопільському районі, головою Тернопільської районної ради (1994—1998), головою Тернопільської райдержадміністрації (1995 -1999), виконуючим обов'язки голови Тернопільської облдержадміністрації (12 травня 1999 — 13 вересня 1999), головою Тернопільської обласної державної адміністрації (1999 — 2002). Начальник головного управління Пенсійного фонду України в Тернопільській області (2002—2010). Від 2 липня 2010 — перший заступник голови Тернопільської обласної державної адміністрації.

## Депутатська діяльність
Обраний головою Тернопільської районної ради другого скликання (1994—1998), депутатом Тернопільської обласної ради третього скликання (1998—2002), Тернопільської районної ради шостого скликання (2010—2015).

## Науковий доробок
Автор двох монографій:
- «Врахування ринкових факторів господарювання в методиці розробки програми соціально-економічного розвитку регіону»,
- «Соціально-економічний розвиток адміністративного району в умовах перехідної економіки»

Автор більш ніж 45 наукових праць з економіки, управління та розвитку регіонів. Разом з Інститутом регіональних досліджень та Західним науковим центром НАН України і МОН України розробив програму «Стратегія розвитку Тернопільської області до 2010 року і на перспективу».

## Відзнаки та нагороди
- Почесна грамота Кабінету Міністрів України (2000);
- Почесна відзнака МНС України;
- Заслужений економіст України (2000)[8];
- Лауреат Всеукраїнської програми «Лідери регіонів» (2002);
- Орден «За заслуги» (Україна) III ступеня (2009).[9]
- Відзнака Президента України — ювілейна медаль «25 років незалежності України» (2016).[10]